# Mario
Mario (jap. マリオ Mario; również jako Super Mario, początkowo Jumpman) – fikcyjna postać z gier komputerowych, stworzona przez Shigeru Miyamoto z firmy Nintendo. Nosi charakterystyczną czerwoną czapeczkę, czerwoną koszulkę i niebieskie spodnie na szelkach (wcześniej niebieską koszulkę i czerwone szelki). W grach z jego udziałem celem najczęściej jest uratowanie księżniczki Peach z rąk Bowsera.

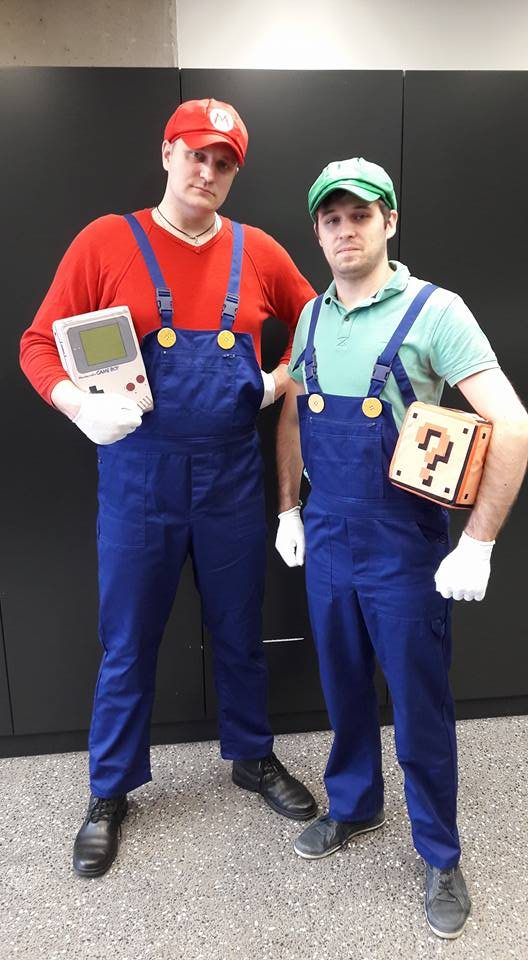
Cosplay Mario i jego brata Luigiego

Mario wystąpił w ponad 200 grach. Jego debiut miał miejsce w grze Donkey Kong wydanej w 1981 roku na automaty do gier.

## Życiorys
Według gry Super Mario World 2: Yoshi’s Island, został upuszczony przez ptaka, który niósł dwoje dzieci (jedno z nich to było Mario, drugim był Luigi, który był przetrzymywany przez Kameka), Yoshi wyrusza w podróż z Mario, aby odnaleźć jego rodziców. Był wychowywany przez Yoshiego na wyspie "yoshi".
Mario i Luigi są z pochodzenia Włochami. Mieszkali w Nowym Jorku na Brooklynie, gdzie pracowali jako hydraulicy. Podczas wykonywania pracy zostali wciągnięci przez rury do innego świata, gdzie znajdowała się kraina zwana Grzybowym Królestwem (z ang. Mushroom Kingdom). Postanowili tam zamieszkać na stałe.

## Filmy i seriale związane z postacią
- Animowane:
  - Super Mario Bros.: Peach-Hime Kyushutsu Dai Sakusen! (ang. Super Mario Bros.: The Great Mission to Rescue Princess Peach!)
  - Przygody braci Mario (ang. The Super Mario Bros. Super Show!)
  - Nowe przygody braci Mario (ang. The Adventures of Super Mario Bros. 3)
  -  Super Mario World – w Polsce nadawane razem z Kapitanem N jako Kapitan N i nowe przygody braci Mario (ang. Captain N and the New Super Mario World)
- Aktorskie:
  - Super Mario Bros.

W lutym 2018 przedstawiciele Nintendo zapowiedzieli produkcję filmu o bohaterze serii. Produkcją zajęło się studio Illumination przy współpracy Shigeru Miyamoto – twórcy postaci. Super Mario Bros. Film miał premierę 5 kwietnia 2023.